# Марілово
Марі́лово (рос. Марилово) — присілок у складі Великоустюзького району Вологодської області, Росія. Входить до складу Верхньоварженського сільського поселення.

## Населення
Населення — 13 осіб (2010; 24 у 2002).
Національний склад (станом на 2002 рік):
- росіяни — 100 %